# Chirixalus dudhwaensis
Chirixalus dudhwaensis es una especie de anfibio anuro de la familia Rhacophoridae. Solo se ha encontrado en el parque nacional de Dudhwa y en el santuario de vida salvaje de Katerniaghat en el estado de Uttar Pradesh, India. Posiblemente también se encuentre en Nepal. Es una rana semiarbórea que habita en zonas de matorral, pastizal y de cultivo. Se reproduce en charcas permanentes.